# Frank Diettrich
Frank Diettrich (* 10. Oktober 1939 in Chemnitz) ist ein deutscher Bildhauer.

## Leben
Diettrich ist der Sohn des Bildhauers Hanns Diettrich und der Sängerin und Pianistin Alice Diettrich. Von 1954 bis 1957 absolvierte er eine Lehre als Steinmetz und Steinbildhauer. Von 1957 bis 1962 studierte er an der Hochschule für Bildende Künste Dresden bei Walter Arnold, Gerd Jaeger und Hans Steger. Er schloss das Studium mit dem Diplom im Fach Plastik ab. 1975/1976 war er Meisterschüler von Gerhard Geyer an der Akademie der Künste Berlin. Von 1962 bis 1990 arbeitete er als freischaffender Bildhauer in Karl-Marx-Stadt. Daneben war er von 1963 bis 1968  Zirkelleiter im Stadtkabinett für Kulturarbeit in Karl-Marx-Stadt, und ab 1964 unterhielt er künstlerische Kontakte zu Einheiten der Grenztruppen der DDR. Diettrich hatte in der DDR eine bedeutende Zahl von Einzelausstellungen und Ausstellungsbeteiligungen, u. a. 1982/1983 und 1987/1988 an der IX. und X. Kunstausstellung der DDR in Dresden. Studienreisen führten ihn 1958 in die Tschechoslowakei und 1967 in die UdSSR
Seit 1991 arbeitete er auch als Restaurator. Im Jahr 1993 gründete er eine Steinmetzfirma. 2006 wurde er Director der Sculpture & forming art Limited in Neukirchen/Erzgebirge, die offenbar nicht mehr wirtschaftlich aktiv ist.

## Mitgliedschaften
- bis 1990 Mitglied im Verband Bildender Künstler der DDR
- seit 1996 Ordentliches Mitglied der Gesellschaft Bildender Künstlerinnen und Künstler des Künstlerhauses Wien am Karlsplatz
- Chemnitzer Künstlerbund
- Bundesverband Bildender Künstlerinnen und Künstler.

## Darstellung Diettrichs in der bildenden Kunst
- Hans Diettrich: Mein Sohn Frank (um 1958, Porträtbüste, Gips, getönt)[2]

## Werke
- 1967: Grenzsoldat, Bronze, ursprünglich aufgestellt vor dem „Haus der Armee“ bzw. dem „Haus der Grenztruppen der DDR“ in Plauen, seit 1992 in Mödlareuth
- 1974: Bratsker Bauarbeiter, Gips, getönt
- 1974: Jugendliche auf dem Bootssteg, Bronze
- 1981: Wilhelm-Pieck-Statue, Bronze
- 1986: Porträtbüste Eduard Theodor Böttcher, Bronze

## Ehrungen
- 1982: Nationalpreis der DDR III. Klasse für Kunst und Literatur
- 1988: Vaterländischer Verdienstorden in Bronze